# マクデブルク市電
マクデブルク市電（マクデブルクしでん、ドイツ語: Straßenbahn Magdeburg）は、ドイツの都市・マクデブルク市内に存在する路面電車。2021年現在は路線バスと共にマクデブルク交通株式会社（Magdeburger Verkehrsbetriebe GmbH）による運営が行われている。

## 歴史
マクデブルク市内に最初に開通した軌道交通は1877年に開通したマクデブルク馬車鉄道（Magdeburger Pferde-Eisenbahn）が運営する馬車鉄道であった。続けてイギリスに本社を置く別企業が馬車鉄道を開設した他、186年にはスチームトラムを用いた営業運転が実施された。その後、両社は1897年に合併し、社名をマクデブルク市街鉄道（Magdeburger Straßen-Eisenbahn-Gesellschaft、MSEG）に改め、1899年から馬車鉄道やスチームトラムに代わる公共交通機関として路面電車の営業運転を開始した。それ以降、マクデブルク市内や郊外に積極的な延伸が行われ、1938年には社名をマクデブルク軌道（Magdeburger Straßenbahnen Aktiengesellschaft）に改めたが、第二次世界大戦末期の1945年1月の空襲によりマクデブルク市内は甚大な被害を受け、更にその後の市内での戦闘もありマクデブルク市電は長期の運休を余儀なくされた。
大戦後、東ドイツの路面電車となったマクデブルク市電は、幾度かの再編を経て1951年以降は人民公社のマクデブルク交通公社（VEB Magdeburger Verkehrsbetriebe）による運営が実施された。東ドイツ時代は幾つかの路線の廃止が実施された一方で1980年代以降は宅地開発等の都市計画に合わせた延伸も行われた他、信用乗車方式の導入などの合理化も進められた。車両については1960年代まで東ドイツの国産車両の導入が継続的に行われていたが、1969年以降はチェコスロバキア（現：チェコ）のČKDタトラで製造されたタトラカーと呼ばれる一連の車両（タトラT4、タトラT6A2等）の導入が継続的に行われ、東ドイツの国産車両は廃車および他都市への転属により1987年までにマクデブルク市電から姿を消している。
ドイツ再統一後、マクデブルク市電の運営組織は民営化が実施され、2021年現在はマクデブルク市の完全子会社であるマクデブルク交通（Magdeburger Verkehrsbetriebe GmbH）による運営が行われている。民営化後は超低床電車の大量導入や車庫の再編などの近代化・合理化が進められている一方、2000年以降は後述する第2の南北ルート建設に関する大規模プロジェクトが進行しており、2020年代の全線開通を目指して段階的な工事が実施され続けている。

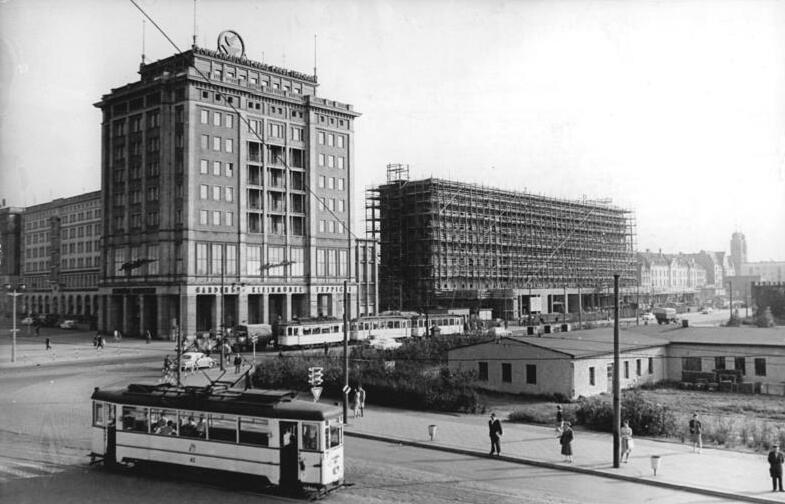
戦前製の2軸車（1961年撮影）
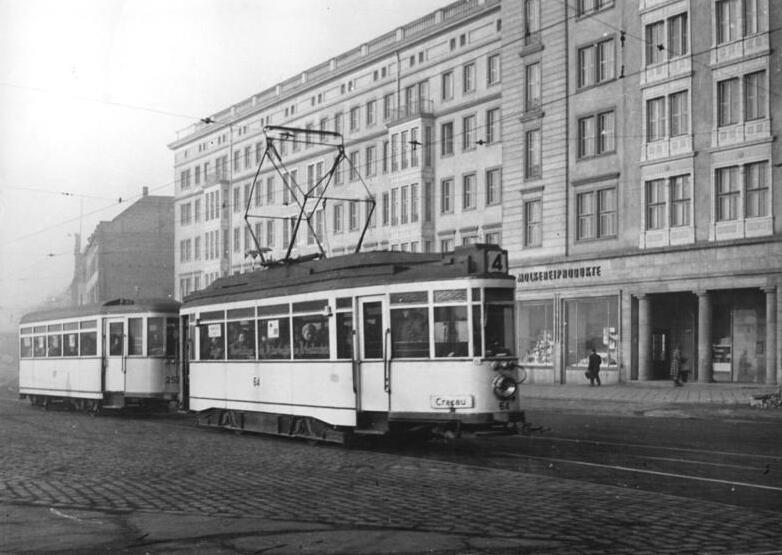
第二次世界大戦期に製造された"ヘヒトワゲン"（1955年撮影）
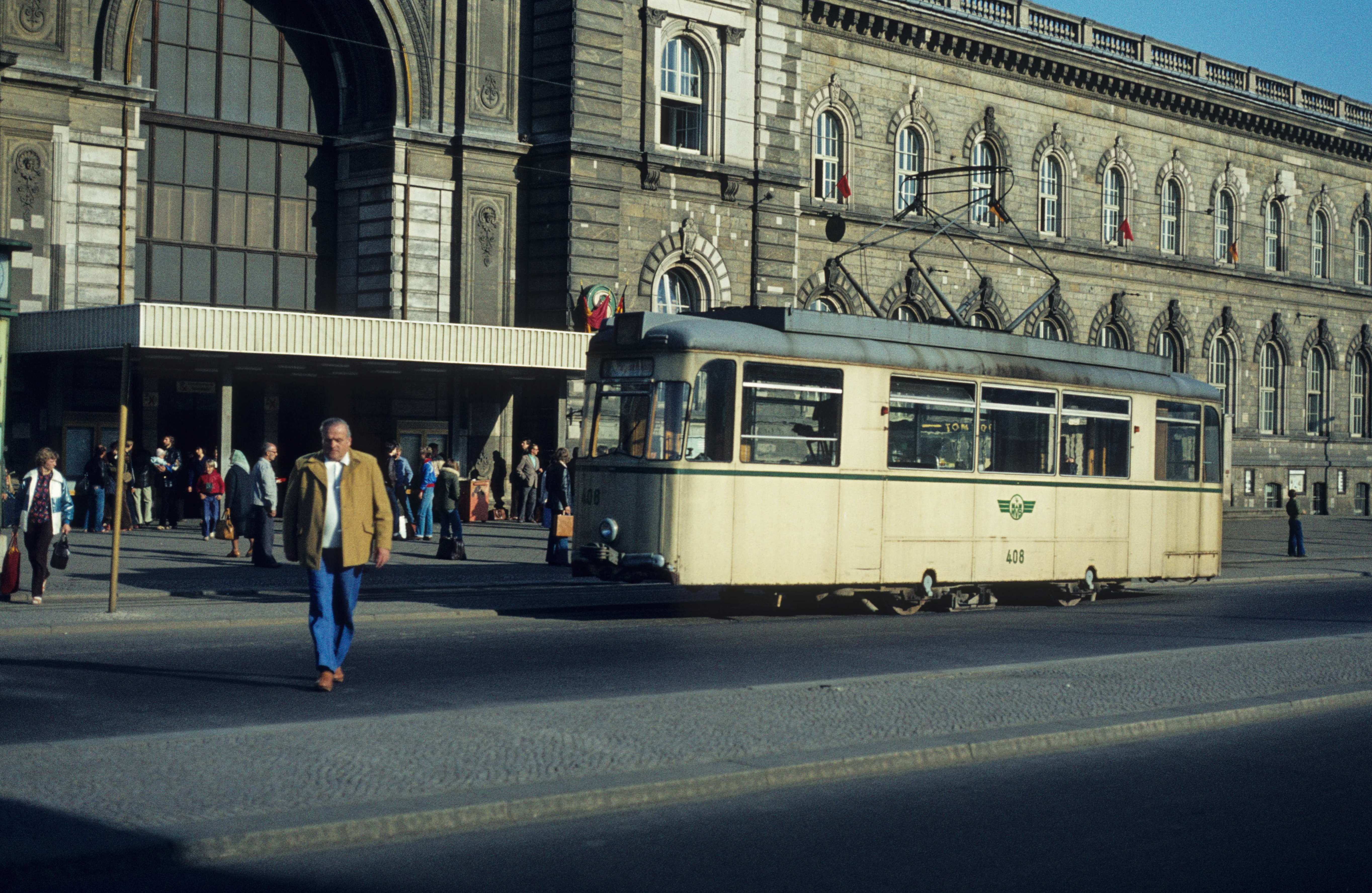
東ドイツ国産の2軸車（1980年撮影）
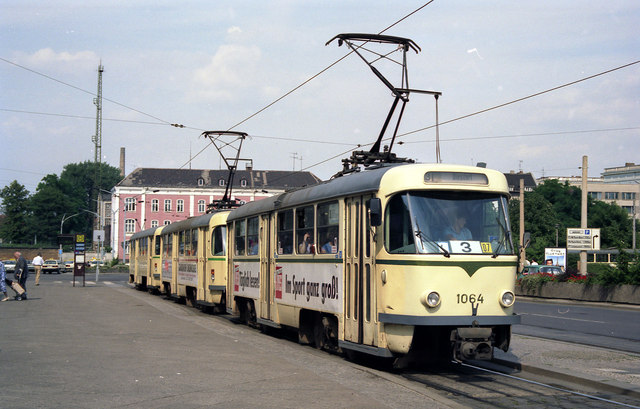
タトラカーのタトラT4は2012年まで使用された（1991年撮影）

## 系統
2021年現在、マクデブルク市電では以下の9つの系統が運行している。最新のダイヤ改正は2020年12月16日に実施されており、ライファルゼン通り（RaiffeisenStraße）とワルシャワ通り（WarschauerStraße）を結ぶ区間が新規に開通した事に合わせて、路線バスを含む多くの系統で経由区間の変更やダイヤの再編が実施されている。また、後述の通り今後もマクデブルク市電の一部区間で路線の改修工事が実施されており、工事の進展に合わせたダイヤ改正が行われる予定となっている。
| 系統番号 | 起点                | 終点                     | 備考           |
| -------- | ------------------- | ------------------------ | -------------- |
| 1        | IKEA                | ASudenburg               |                |
| 2        | Ale Neustadt        | Westerhüsen              |                |
| 3        | Leipziger Chaussee  | Klinikum Olvenstedt      |                |
| 4        | Cracau              | Klinikum Olvenstedt      |                |
| 5        | Klinikum Olvenstedt | Messegelände/Elbauenpark |                |
| 6        | Diesdorf            | Herrenkurg               |                |
| 8        | Neustäder See       | Westerhüsen              | 登校日のみ運行 |
| 9        | Neustäder See       | Reform                   |                |
| 10       | Barelber See        | Sudenburg                |                |

## 車両
2021年現在のマクデブルク市電で使用されている車両は以下の通り。これら以外にもマクデブルク交通は多数の事業用車両を有しており、2012年に営業運転を終了したタトラT4や1970年代に引退した2軸車（ゴータカー）の一部も工事用車両に改造されたうえで在籍している。

### タトラT6A2

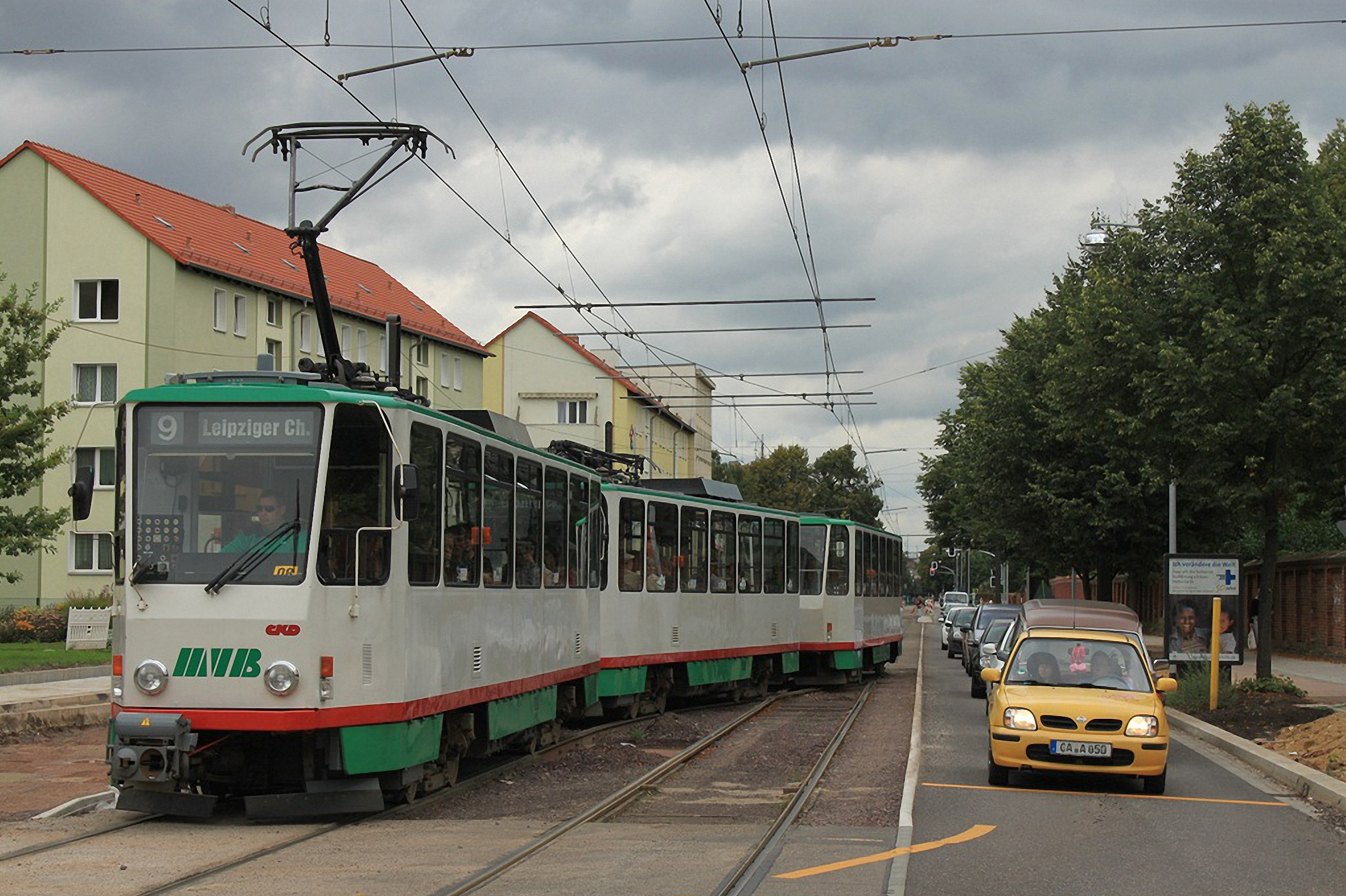
タトラT6A2（2010年撮影）

チェコスロバキア（現：チェコ）のČKDタトラが東側諸国各地へ生産していた路面電車車両、通称「タトラカー」のうち、東ドイツを始めとした車両限界が狭い都市へ向けて導入された形式。従来のタトラカーを改良した車両で、直方体状の車体や電機子チョッパ制御を用いた制御装置が導入された。マクデブルク市電には新造車両6両に加えて1990年にシュヴェリーン市電に在籍していた4両が転属された。2021年現在は4両（1280 - 1283）が在籍する他、ベルリン市電から譲渡された同型車両がレール削正車（2両）や教習車（1両）などの事業用車両として用いられている。
次項で述べる付随車のB6A2と共に、マクデブルク市電はタトラT6A2が営業運転に使用されるドイツ最後の路面電車路線となっていたが、老朽化に加えて予備部品の確保が困難になった事、法律で定められた検査期限を迎える事から、2024年3月末をもって営業運転を終了する。その後は1両が保存される事になっているが、制御装置の整備の都合もあり、動態保存か静態保存かは2024年1月時点で確定していない。

### タトラB6A2

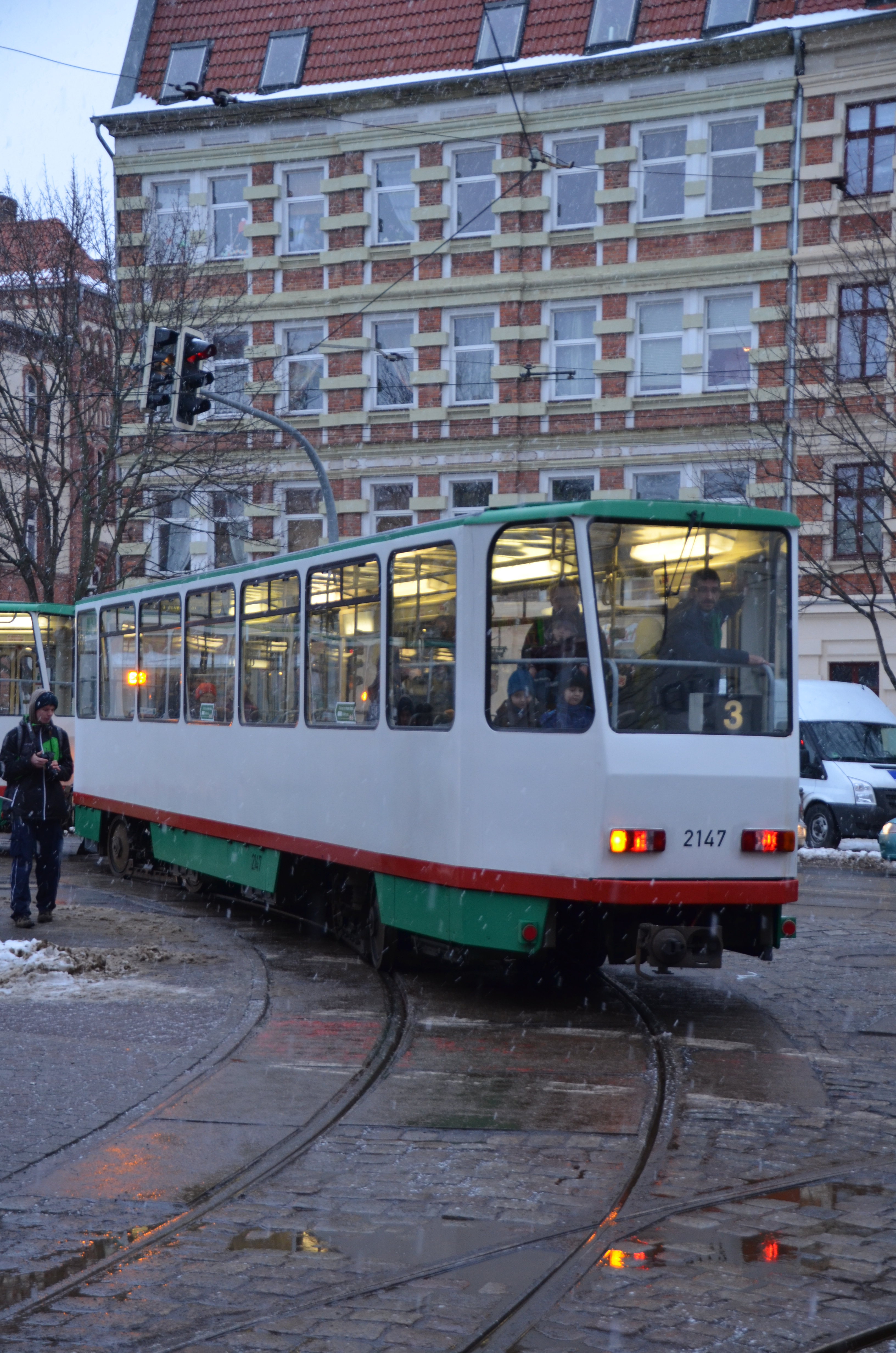
タトラB6A2（2013年撮影）

タトラT6A2と編成を組むために開発された付随車。マクデブルク市電には6両が導入されたのに加え、1990年にはT6A2と共にシュヴェリーン市電から2両が転属しており、2021年の時点で2両がT6A2と編成を組む形で使用されていたが、前述の通り2024年3月をもって営業運転を終了し、以降は1両が保存される事になっている。一方、これとは別に2011年には輸送力増強用としてベルリン市電から11両（2201 - 2211）のB6A2の譲渡を受けており、これらの車両については電気機器等の改造を経て次項で述べる超低床電車のNGT6Dと編成を組んで使用されている。これらについては、2024年以降も継続して使用される事が計画されている。

### NGT8D

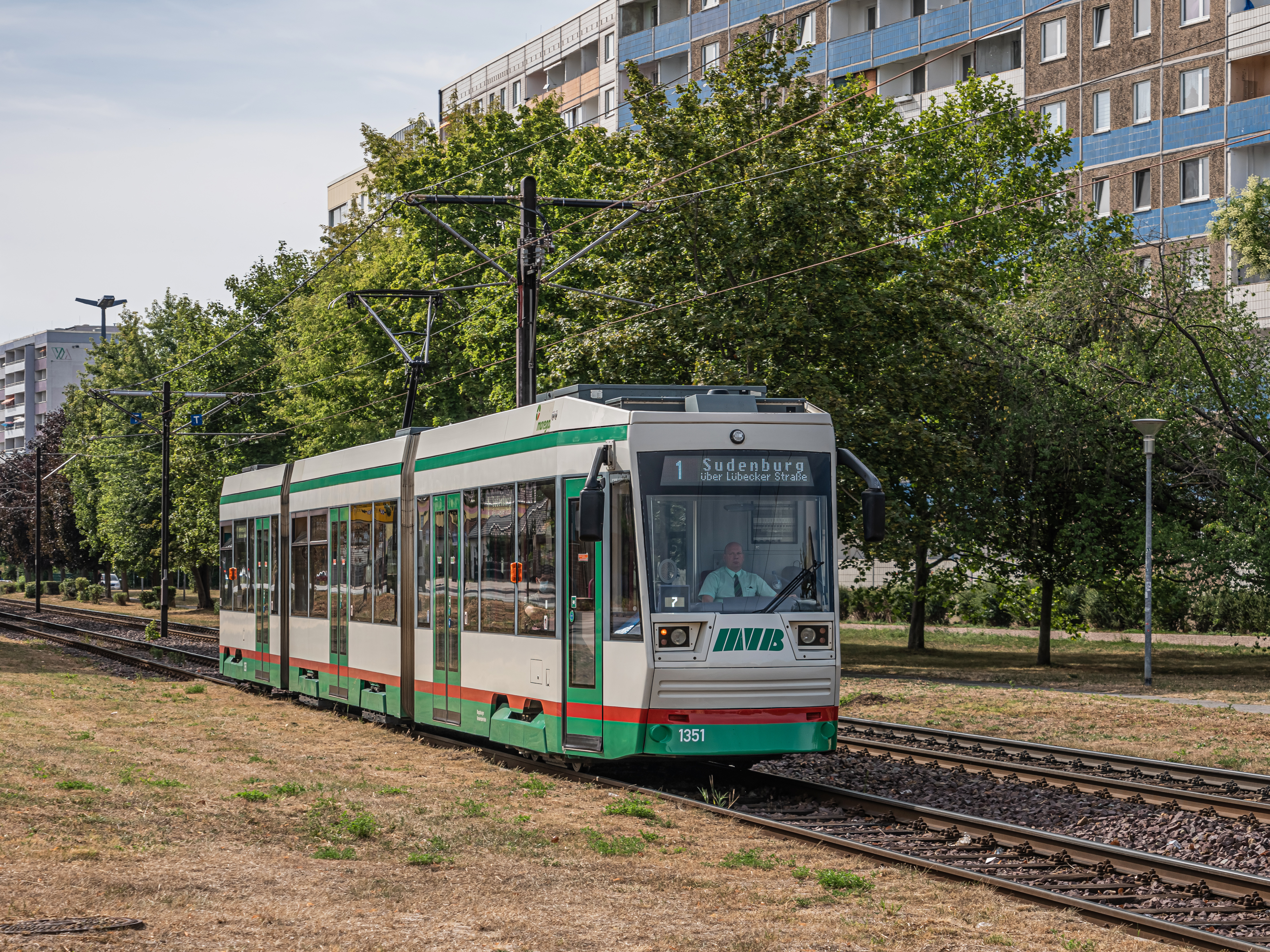
NGT8D（2022年撮影）

車内全体の70 %が床上高さ350 mmの低床構造となっている部分超低床電車。民営化以降の1994年から2000年まで72両（1301 - 1372）が製造されたのに加えて2012年から2013年にかけても11両（1373 - 1383）が増備され、2021年現在は83両が在籍する。NGT8Dが導入されたドイツ各地の路面電車のうち、マクデブルク市電は最も長期間かつ多くの車両が導入された路線だが、初期の車両は製造から30年近くが経過した事で後述の通り置き換えが検討されている。

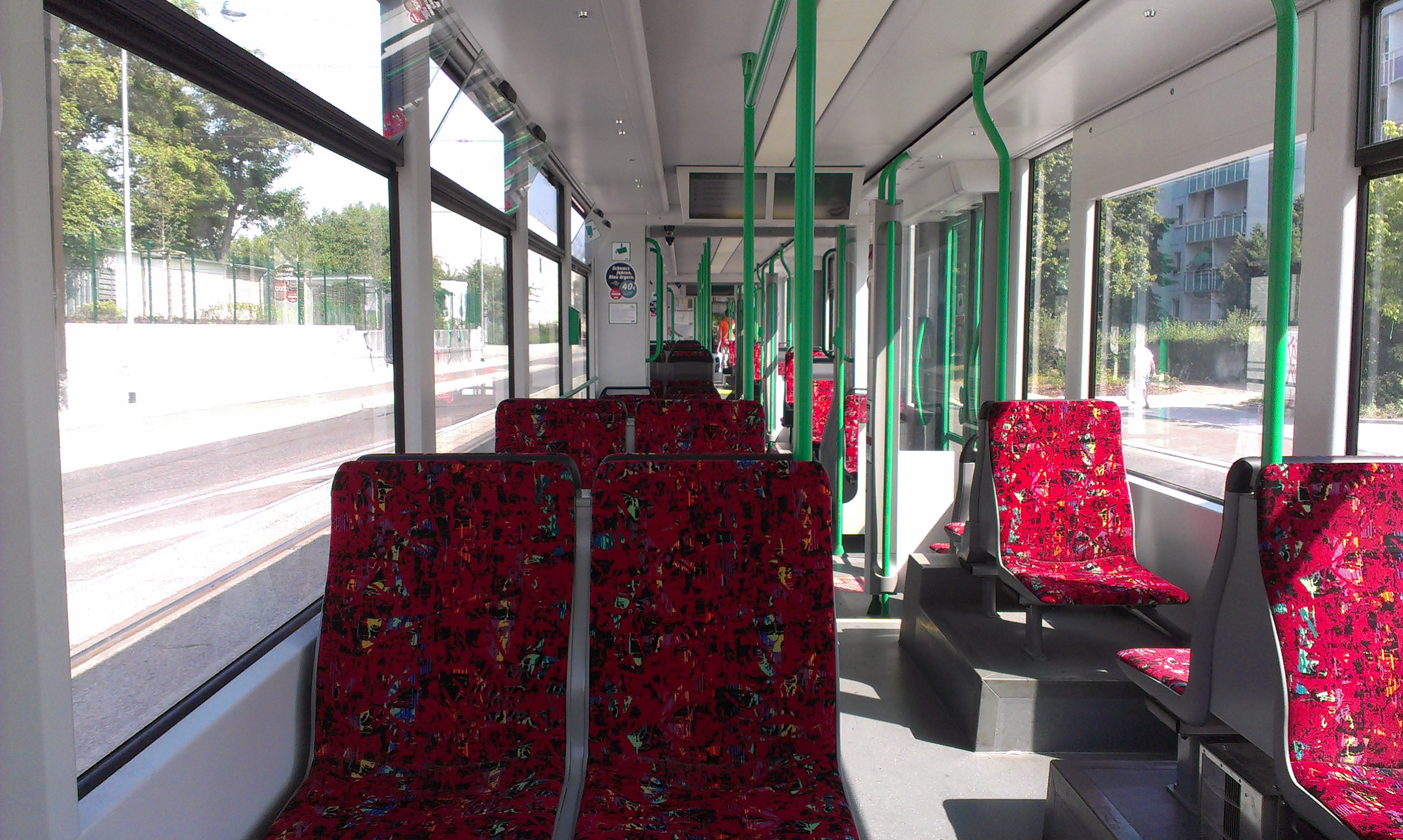
車内（2013年撮影）
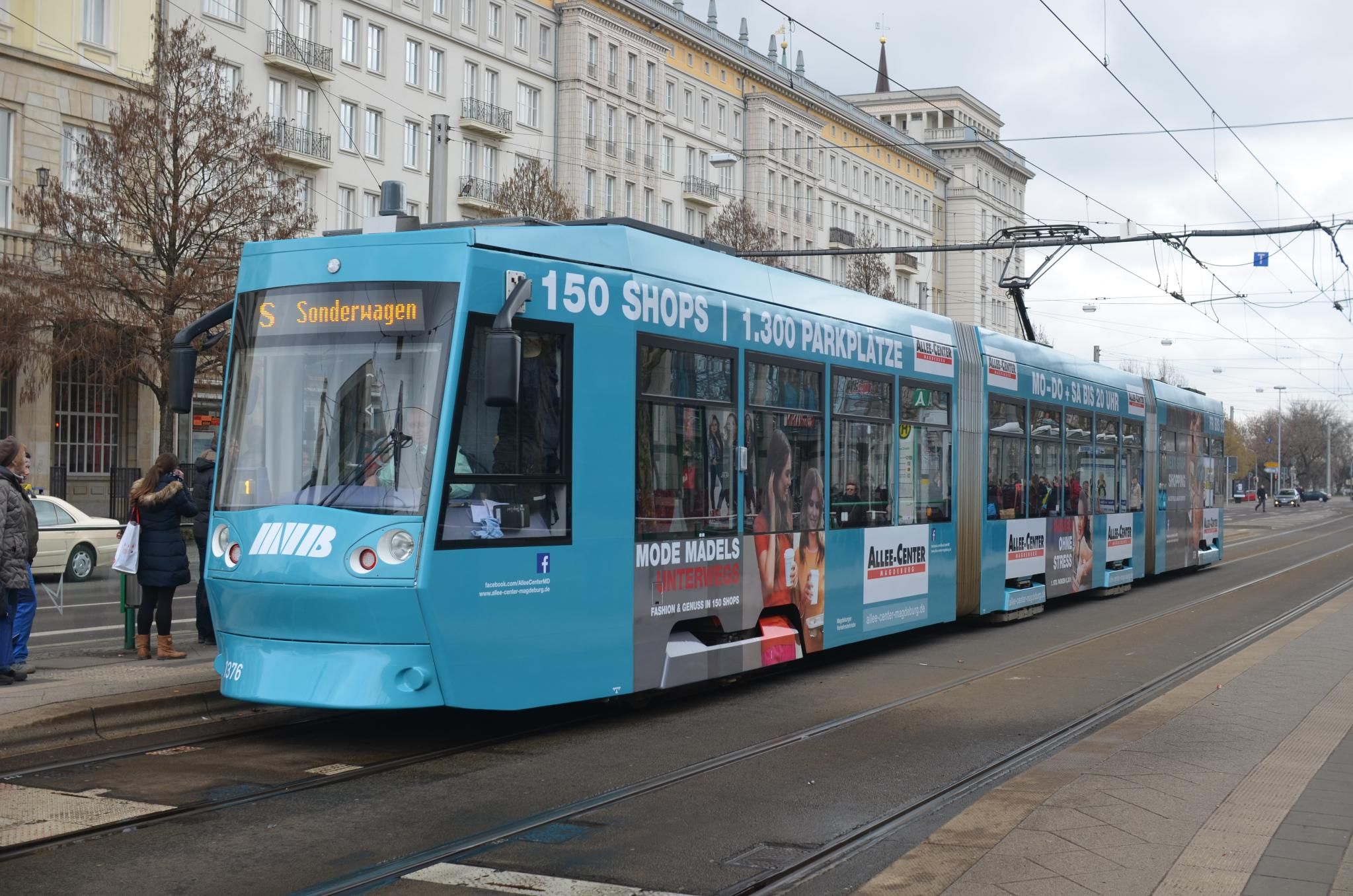
広告塗装（2014年撮影）

### タトラKT4D

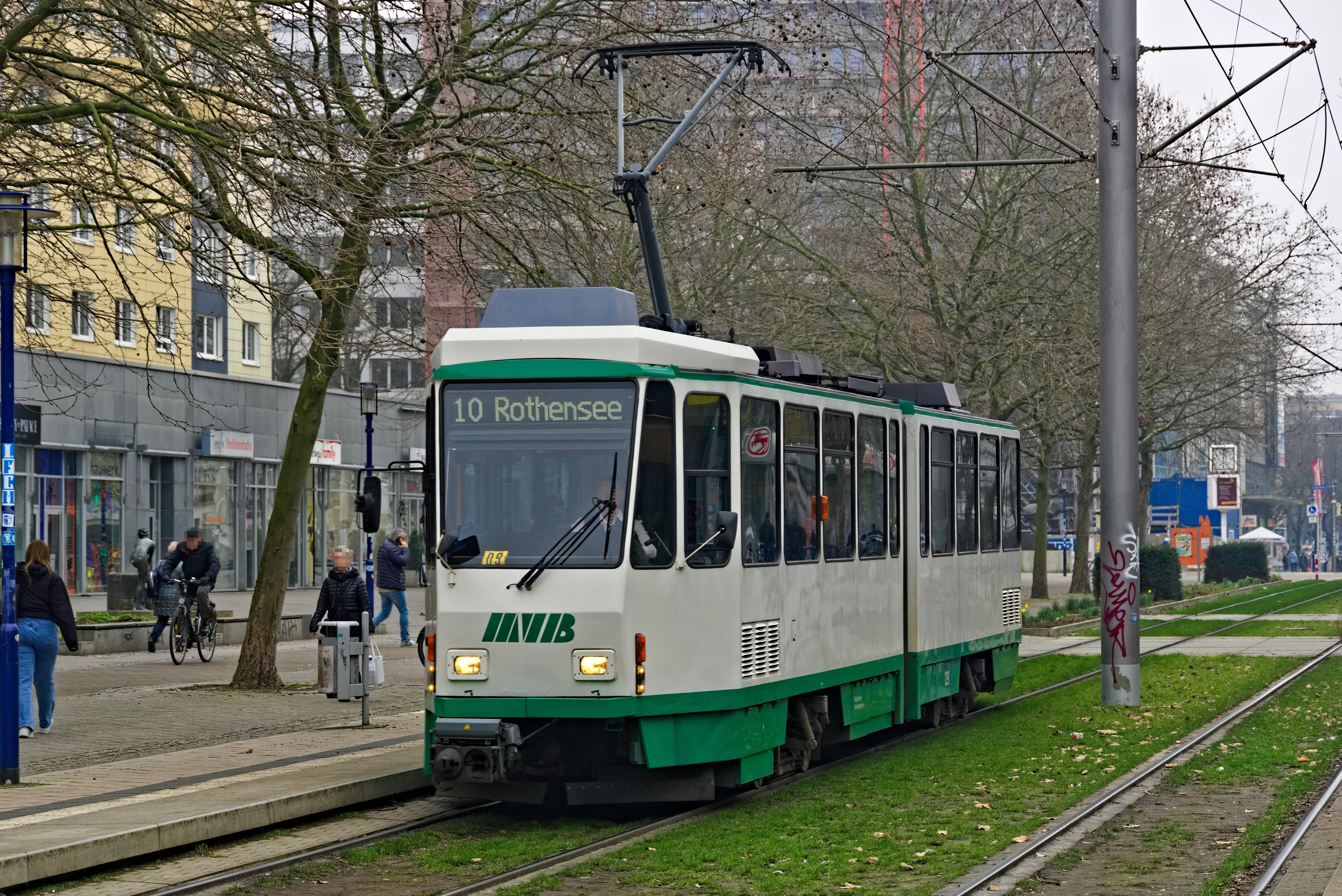
タトラKT4D（2024年撮影）

各車体に1基の台車が設置されている小型2車体連接車のタトラKT4のうち、東ドイツ向けに開発された車種。そのうちマクデブルク市電で使用されている車両は、ラッシュ時の輸送力増強を目的に2020年にベルリン市電から譲渡された車両で、塗装変更や機器の修繕などを経て同年8月から営業運転に投入された。2021年現在は8両（1286 - 1293）が在籍する。

### 動態保存車両

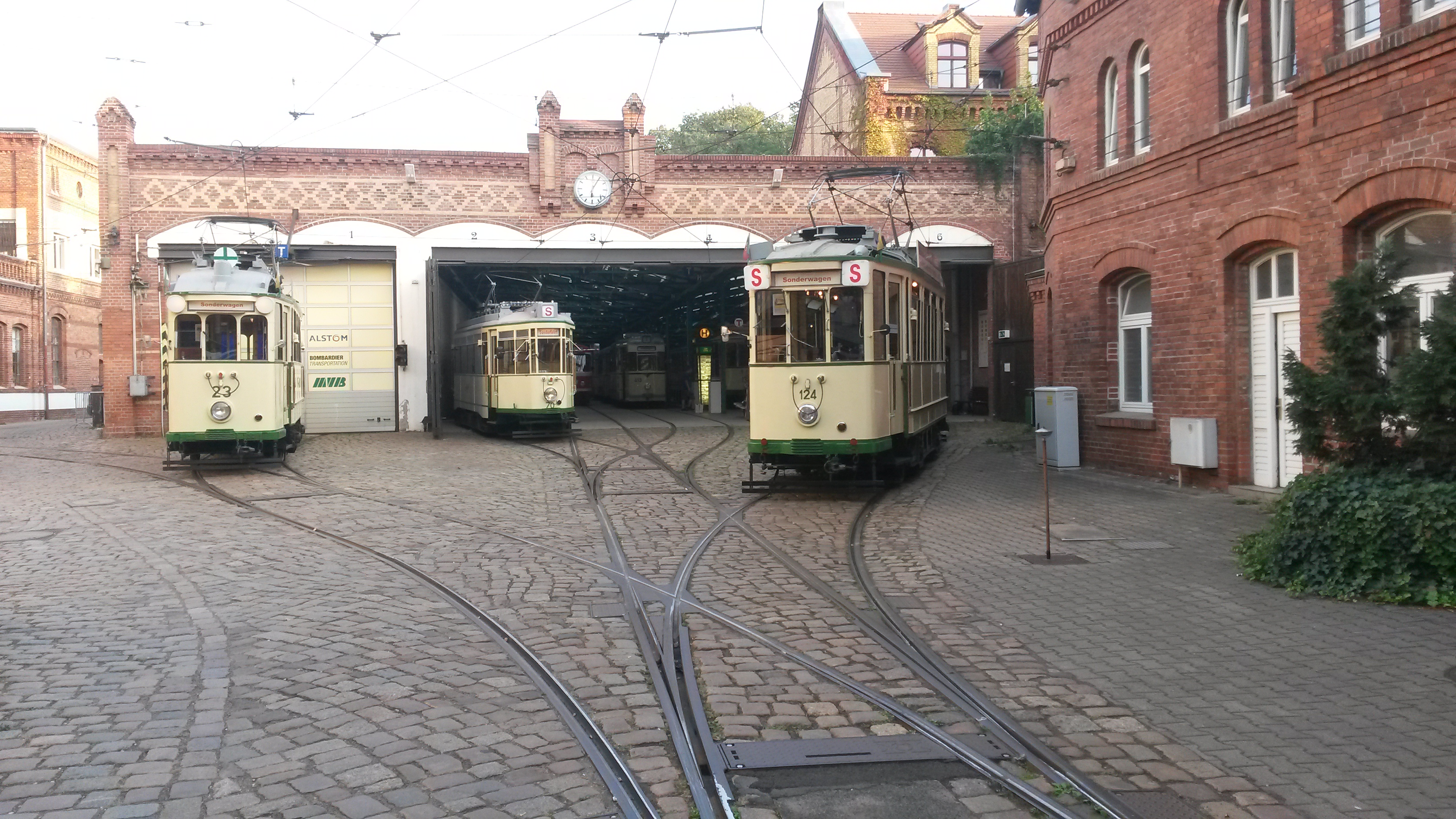
車庫に並ぶ動態保存車両（2016年撮影）

マクデブルク交通では、開業時のオープンデッキの電車を1920年代に車体更新した車両、第二次世界大戦期に導入された「ヘヒトワーゲン（Hechtwagen）」、東ドイツ時代に製造された2軸車（ゴータカー）などの歴史的な車両が動態保存用として在籍している。その中にはハノーファー路面電車博物館からマクデブルク市電に譲渡された車両も存在する。

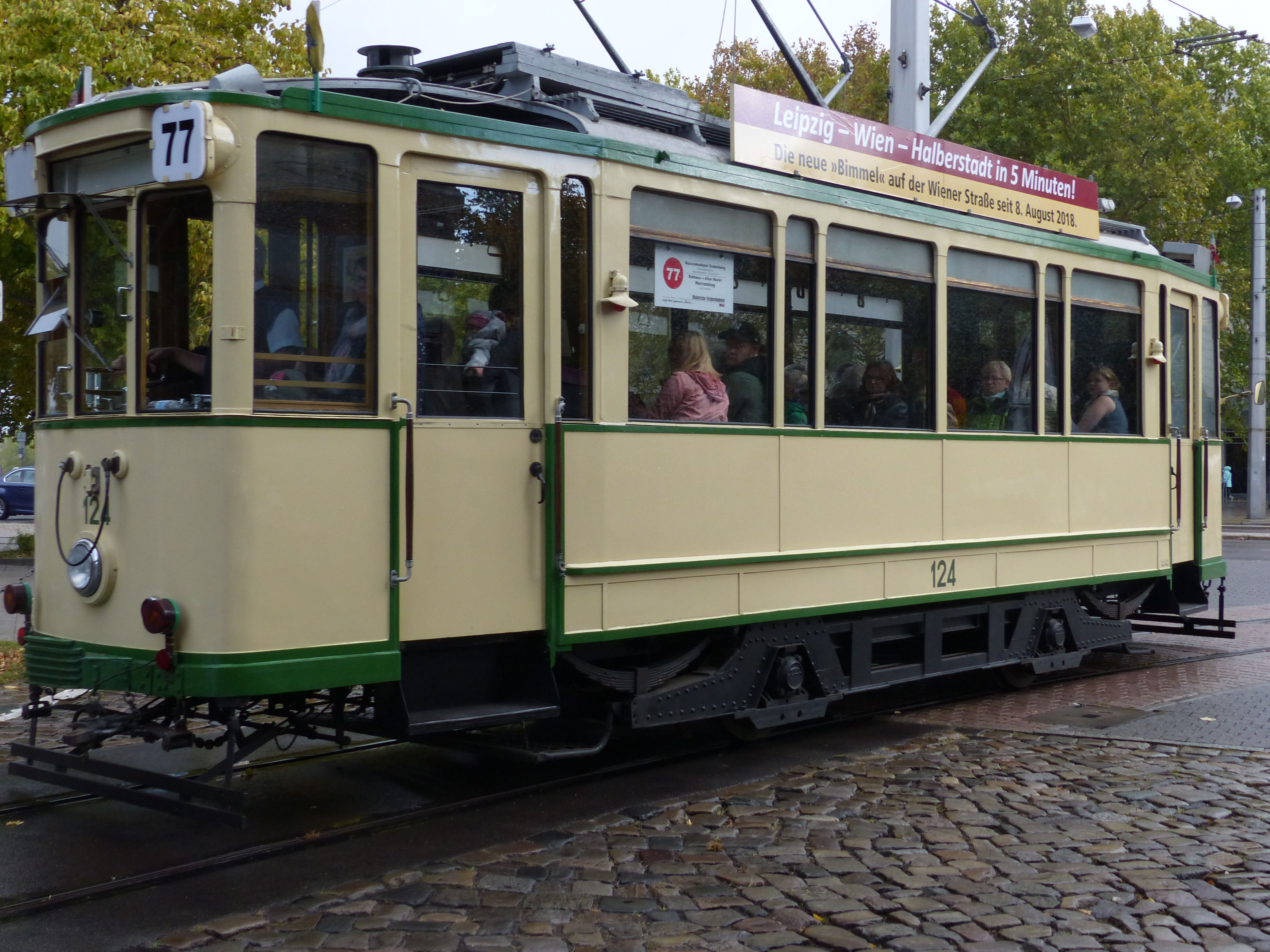
124 1928年製の2軸車（2018年撮影）
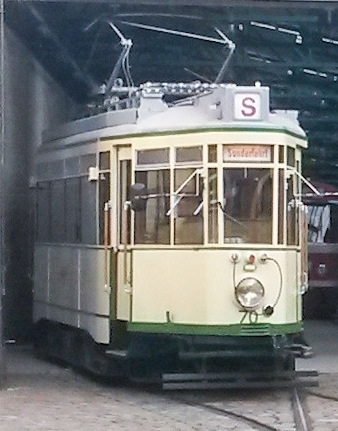
70 1943年に作られた「ヘヒトワーゲン」（2016年撮影）
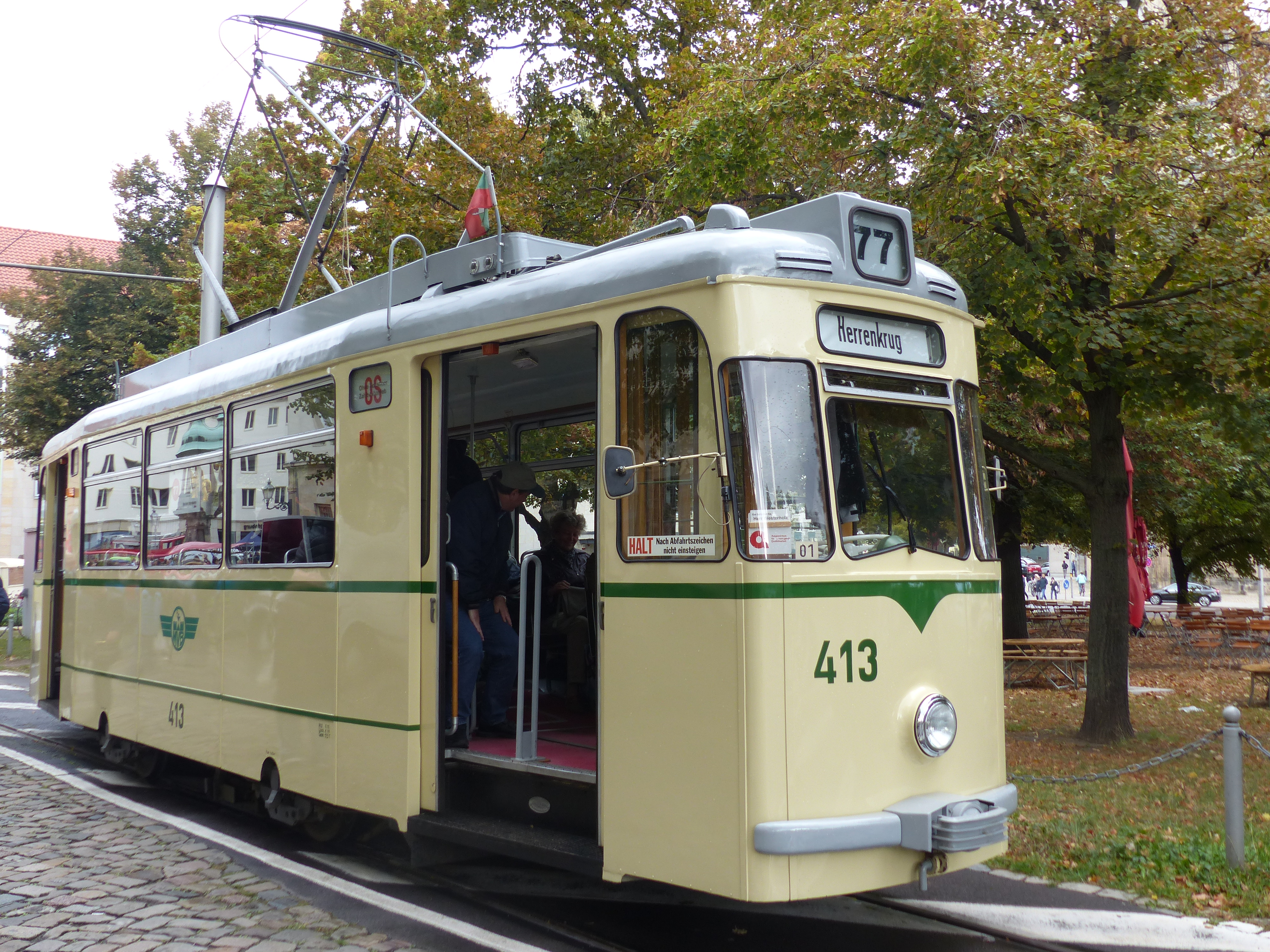
413 1966年製のゴータカー（2008年撮影）

## 今後の予定

### 第二南北線計画
マクデブルク市内には2021年現在市内を南北に結ぶ路面電車路線が存在しているが、これに加えてそれまで路面電車が存在しなかった地域を含めた区間の延伸工事を実施し、市内を南北に結ぶ第2のルート（2. Nord-Süd-Verbindung für die Straßenbahn）を建設する計画が2000年以降進められている。これはマクデブルク交通およびマクデブルク市内における最大の公共交通プロジェクトであり、8段階に分けて工事が進められている。前述した2021年のダイヤ改正で開通した新区間もその一環（第7段階）にあたり、最終的には13.5 kmの路線が2020年代までに新たに開通し、マクデブルク各地域の交通の利便性が向上する事になっている。

### 新型電車

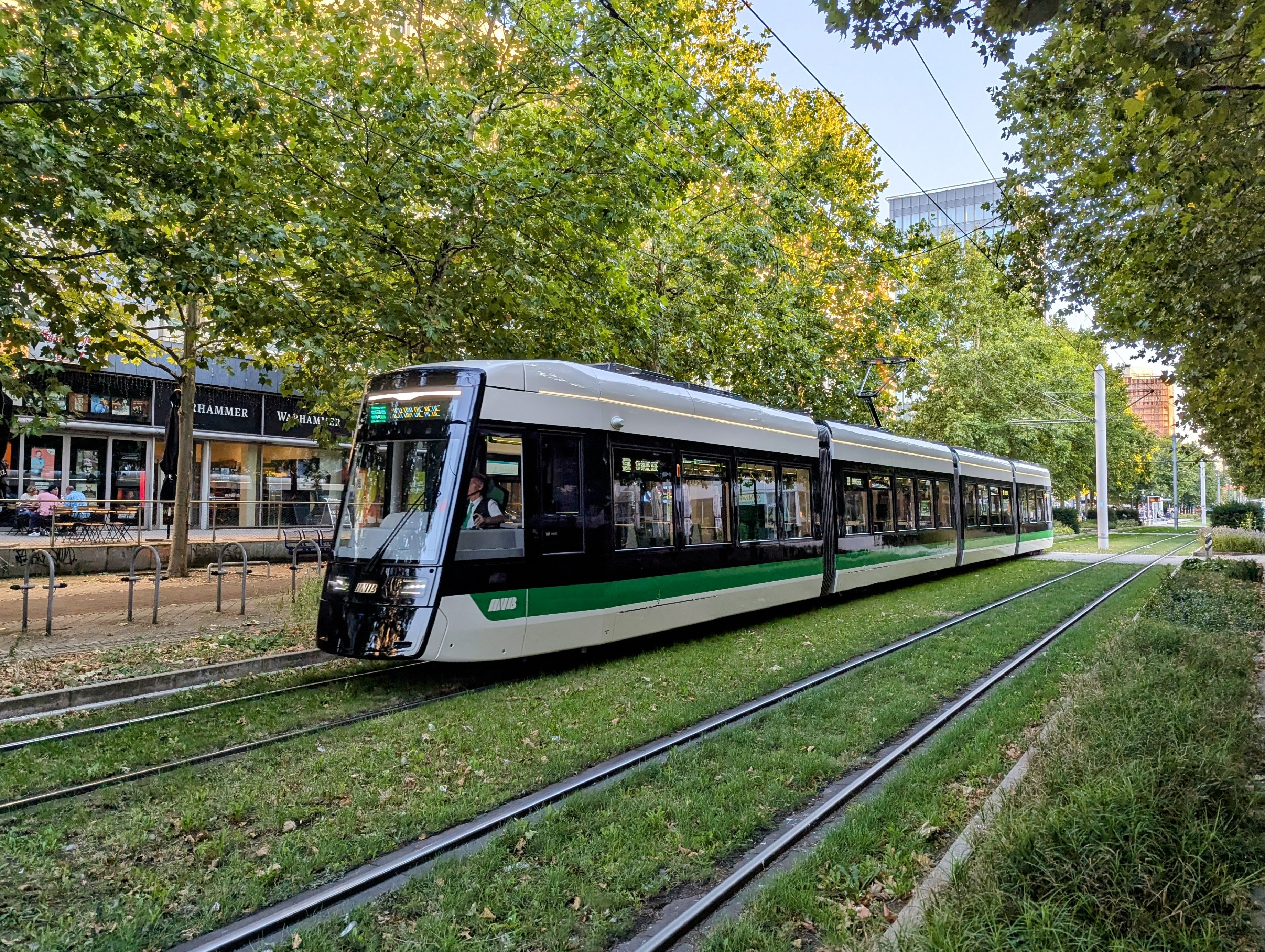
NGT10D（2024年撮影）

マクデブルク交通では、今後の輸送力増強に加えて老朽化が進んだタトラカーや初期の超低床電車の置き換えを目的に、新型車両となる4車体連接車のNGT10Dを導入する計画を進めている。この車両はNGT8Dと比べて車体長が9 m長い38 mとなる他、車体幅も2.4 mとNGT8Dより広くなり、wi-fiへの対応機器や最新式の照明、空調装置などを搭載する事になっている。2022年以降実施される35両の導入に関する費用は1億1,500万ユーロと見込まれており、ザクセン＝アンハルト州からの助成金も充てられる予定である。製造メーカーについては2021年に実施された入札によりアルストムに決定しており、同社が展開する超低床電車ブランドのフレキシティ・クラシックが導入される。
最初の車両となる2両は2024年に完成し、同年9月に実施されるマクデブルク市電開通125周年の記念式典でお披露目が行われた。その後、試運転を経て2025年から営業運転に導入される予定となっている。